# アルベルトゥス・マグヌス
アルベルトゥス・マグヌス（Albertus Magnus, 1200年頃 - 1280年11月15日・ケルン）は大聖アルベルト (Saint Albert the Great)、ケルンのアルベルトゥスとも呼ばれる13世紀のドイツのキリスト教神学者である。またアリストテレスの著作を自らの体験で検証し注釈書を多数著す。錬金術を実践し検証したこともその一端である。
カトリック教会の聖人(祝日は命日にあたる11月15日)で、普遍博士(doctor universalis)と称せられる。トマス・アクィナスの師としても有名である。ピウス10世によって教会博士の称号を与えられている。

## 生涯
ドイツのシュヴァーベン地方ラウインゲンに貴族の子弟として生まれたアルベルトゥスは、イタリアのパドヴァ大学で哲学、自然科学、医学を学び、30歳のときにヨルダヌスにつきドミニコ会会員となりボローニャで神学を学んだ。パリ大学やケルンのドミニコ会の学校など各地で神学と哲学の教鞭をとった他、教会行政にも手腕を発揮した。
1254年にドミニコ会のドイツ（テウトニカ）管区長に就任し、また1259年にヴァレンシアの院長会議でトマス他とドミニコ会学校の修学規則を作成したほか、1261年から数年の間、レーゲンスブルクの司教を務めた。
晩年は主にケルンを中心とするドイツ各地で活動したが、1274年には第2リヨン公会議に出席した。またトマスの死後、1277年パリにおいてトマスに異端の嫌疑を掛けられたときは、老境にあったアルベルトゥスはケルンからパリまで徒歩で旅行して、その弟子を弁護した。

## 思想

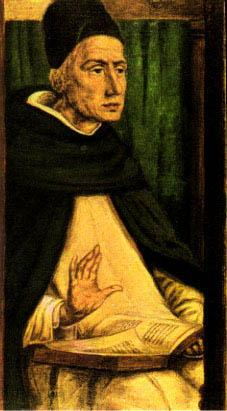
ヨース・ファン・ワッセンホフによるアルベルトゥス・マグヌス像

アルベルトゥスの思想の特徴はアリストテレス思想の受けいれに対して積極的だったことにある。この点で、同時代のボナヴェントゥラなどのフランシスコ会学派の思想の潮流とは対照をなす。ただ、アヴェロエスなどアラブの学者の注釈の翻訳から主に学んだため、アルベルトゥスのアリストテレス理解には、プラトン思想が混入している部分がある。
アリストテレスの注解書のほか、『被造物についての大全』(Summa de creaturis)をあらわし、自然の観察に基づく自然学を推し進めた。また神学においては、アリストテレス思想に基づく思弁とともに、偽ディオニシウス・アレオパギタへの注解書を書き、ドイツ神秘主義へ影響を与えた。またアルベルトゥスの弟子たちを「アルベルトゥス学派」と呼ぶ研究者もいる。

## 錬金術
『鉱物書』において、マグヌス自身で錬金術をおこなったが、金・銀に似たものができるにすぎないと述べられている。
『錬金術に関する小冊子』では自分で実験したことのみを記し、金と銀の製法とできた金属についてふれている。
また1250年に著作にヒ素について言及し、その発見者とされる。

## 著作
- 『植物について』（De vegetabilibus）
- 『動物について』（De animalibus）全26巻（第19巻まではアリストテレスの注釈書）